# Марвін Поцманн
Марвін Поцманн (нім. Marvin Potzmann, нар. 7 грудня 1993, Відень) — австрійський футболіст, захисник клубу ЛАСК (Лінц).
Володар Кубка Австрії.

## Клубна кар'єра
У дорослому футболі дебютував 2009 року виступами за команду «Маттерсбург», в якій провів чотири сезони, взявши участь у 33 матчах чемпіонату. 
Протягом 2013—2015 років захищав кольори клубу «Гредіг».
Своєю грою за останню команду привернув увагу представників тренерського штабу клубу «Штурм» (Грац), до складу якого приєднався 2015 року. Відіграв за команду з Граца наступні три сезони своєї ігрової кар'єри. Більшість часу, проведеного у складі «Штурма», був основним гравцем захисту команди.
Протягом 2018—2019 років захищав кольори клубу «Рапід» (Відень).
До складу клубу ЛАСК (Лінц) приєднався 2019 року. Станом на 22 березня 2020 року відіграв за команду з Лінца 16 матчів в національному чемпіонаті.

## Виступи за збірні
У 2008 році дебютував у складі юнацької збірної Австрії (U-16), загалом на юнацькому рівні взяв участь у 13 іграх.
У 2014 році залучався до складу молодіжної збірної Австрії. 
У 2018 році отримав свій перший виклик до національної збірної Австрії, проте у її складі не дебютував.

## Титули і досягнення
- Володар Кубка Австрії (1):

«Штурм» (Грац): 2017-2018